# 유민봉
유민봉(庾敏鳳, 1958년 1월 9일 ~ )은 대한민국의 정치인이다. 성균관대학교 행정학과 교수, 대통령 국정기획수석비서관을 역임하였고, 새누리당 비례대표로 제20대 국회의원에 당선되었다.

## 학력
- 대전기성초등학교
- 유성중학교
- 대전고등학교
- 성균관대학교 행정학과 학사
- ~ 1984년 텍사스 대학교 오스틴 캠퍼스 대학원 행정학 석사
- ~ 1986년 오하이오 주립 대학교 대학원 행정학 박사

## 경력
- 1983년: 제23회 행정고시 합격
- 1991년: 성균관대학교 사회과학대학 행정학과 교수
- 2003년: 한국행정학회 연구이사
- 2003년: 외교통상부 자문위원, 징계위원
- 2003년: 행정자치부 인사정책자문위원
- 2005년 ~ 2006년: 바른사회시민회의 바른행정본부 본부장
- 2008년: 한국행정학회 편집이사
- 2008년: 감사원 국가 전략사업평가 자문위원
- 2008년: 성균관대학교 국정관리대학원 원장
- 성균관대학교 행정대학원 원장
- 성균관대학교 기획조정처 처장
- 기획재정부 공기업 경영평가단 평가위원
- 소방방재청 평가위원
- 제18대 대통령직인수위원회 국정기획조정분과 간사
- 2013년 3월 ~ 2015년 1월: 대통령비서실 국정기획수석
- 2016년 5월 ~ 2017년 2월: 제20대 새누리당 국회의원 (비례대표)
- 2016년 6월 ~ 2017년 7월: 제20대 국회 전반기 안전행정위원회 위원
- 2016년 7월 ~ 2018년 9월 : 국회공직자윤리위원회 위원
- 2017년 2월 ~ 2018년 5월: 제20대 자유한국당 국회의원 (비례대표)
- 2017년 7월 ~ 2018년 5월: 제20대 국회 전반기 행정안전위원회 위원
- 2017년 8월 ~ 2018년 12월: 자유한국당 정책위원회 부의장
- 2017년 11월 ~ 2018년 5월: 제20대 국회 4차 산업혁명 특별위원회 위원
- 자유한국당 국제위원장
- 2018년 1월 ~ 2018년 6월: 제20대 국회 헌법개정 및 정치개혁특별위원회 위원
- 2018년 7월 ~ 2019년 8월 : 제20대 국회 후반기 여성가족위원회 위원
- 2018년 7월 ~ 2019년 7월 : 제20대 국회 후반기 행정안전위원회 위원
- 2018년 8월 ~ 2019년 2월 : 자유한국당 비상대책위원회 가치와 재표 재정립소위원회 위원
- 2018년 10월 ~ 2019년 6월 : 제20대 국회 후반기 4차 산업혁명 특별위원회 간사
- 2018년 12월 ~ 2019년 2월 : 자유한국당 당헌당규개정위원회 위원
- 2019년 3월 ~ 2020년 2월 : 자유한국당 국제위원회 위원장
- 2018년 12월 ~ 2020년 5월 : 제20대 국회 공공부문 채용비리 의혹과 관련된 국정조사특별위원회 위원
- 2019년 6월 ~ 2019년 9월 : 자유한국당 2020 경제대전환 위원회 총괄·비전 2020 위원
- 2019년 7월 ~ 2020년 5월 : 제20대 국회 후반기 외교통일위원회 위원
- 2019년 7월 : 자유한국당 日수출규제 대책 특별위원회 위원
- 2019년 8월 : 자유한국당 강성귀족노조개혁특별위원회 위원
- 2019년 12월 ~ 2020년 2월 : 자유한국당 인재영입위원회 위원
- 2020년 2월 ~ 2020년 7월 : 미래통합당 국제위원회 위원장
- 2020년 7월 ~ 2020년 9월 : 미래통합당 중앙연수원장
- 2020년 9월 ~ 2022년 4월 : 국민의힘 중앙연수원장
- 2020년 11월 ~ 2021년 3월 : 국민의힘 4.7 재보궐선거 공약개발단 기획조정단 자문위원
- 2021년 7월 : 국민의힘 인재영입위원회 부위원장
- 2023년 4월 ~ : 제11대 대한민국시도지사협의회 사무총장
- 2023년 4월 ~ : 국가교육위원회 비상임위원

## 저서
- 《한국행정학》(박영사) ISBN 9791130302119
- 《인사행정론》(박영사) ISBN 9788964541821

## 역대 선거 결과
| 실시년도 | 선거   | 대수 | 직책     | 선거구   | 정당     | 득표수       | 득표율          | 순위          | 당락 | 비고 |
| -------- | ------ | ---- | -------- | -------- | -------- | ------------ | --------------- | ------------- | ---- | ---- |
| 2016년   | 총선   | 20대 | 국회의원 | 비례대표 | 새누리당 | 7,960,272 표 | \| \| 33.50% \| | 비례대표 12번 |      | 초선 |
|          | 33.50% |      |          |          |          |              |                 |               |      |      |